# Xavier Mbuyamba
Xavier Mbuyamba (* 31. Dezember 2001 in Maastricht, Niederlande) ist ein niederländischer Fußballspieler.

## Karriere

### Verein
Xavier Mbuyamba begann mit dem Fußballspielen beim Maastrichter Amateurklub VV De Heeg, bevor er über den VV Scharn in die Nachwuchsakademie vom MVV Maastricht wechselte. Sein erstes Spiel im Herrenbereich absolvierte er am 9. November 2018 bei der 2:3-Niederlage im Auswärtsspiel gegen den FC Volendam. Während der Saison 2018/19 kam Mbuyamba zu elf Einsätzen und belegte mit dem MVV Maastricht zum Ende der Saison den 12. Tabellenplatz.
Zur Saison 2019/20 wechselte Mbuyamba zum FC Barcelona, bei dem er für die A-Junioren (U19) eingeplant war. Mit der U19 spielte er u. a. drei Mal in der UEFA Youth League. Daneben stand er einmal bei der zweiten Mannschaft in der drittklassigen Segunda División B im Spieltagskader, ohne eingewechselt zu werden.
Zur Saison 2020/21 wechselte der Innenverteidiger zum FC Chelsea. Er unterschrieb einen Vertrag bis zum 30. Juni 2023 und gehörte dem Kader der U23 an. In seiner ersten Spielzeit konnte Mbuyamba verletzungsbedingt erst ab April 2021 eingesetzt werden und kam bis zum Saisonende fünf Mal in der Premier League 2 zum Einsatz. Ende September 2021 stand er unter Thomas Tuchel im EFL Cup erstmals im Spieltagskader der Profimannschaft, wurde jedoch nicht eingewechselt. Dies blieb seine einzige Nominierung in den Profikader.
Anfang September 2022 kehrte Mbuyamba in die Niederlande zurück und schloss sich dem Erstligisten FC Volendam an.

## Nationalmannschaft
Am 19. November 2019 lief Mbuyamba beim 3:3 im Testspiel in ’s-Gravenzande gegen Mexiko zum ersten Mal für die niederländische U19-Nationalmannschaft auf.